# Batalha espiritual

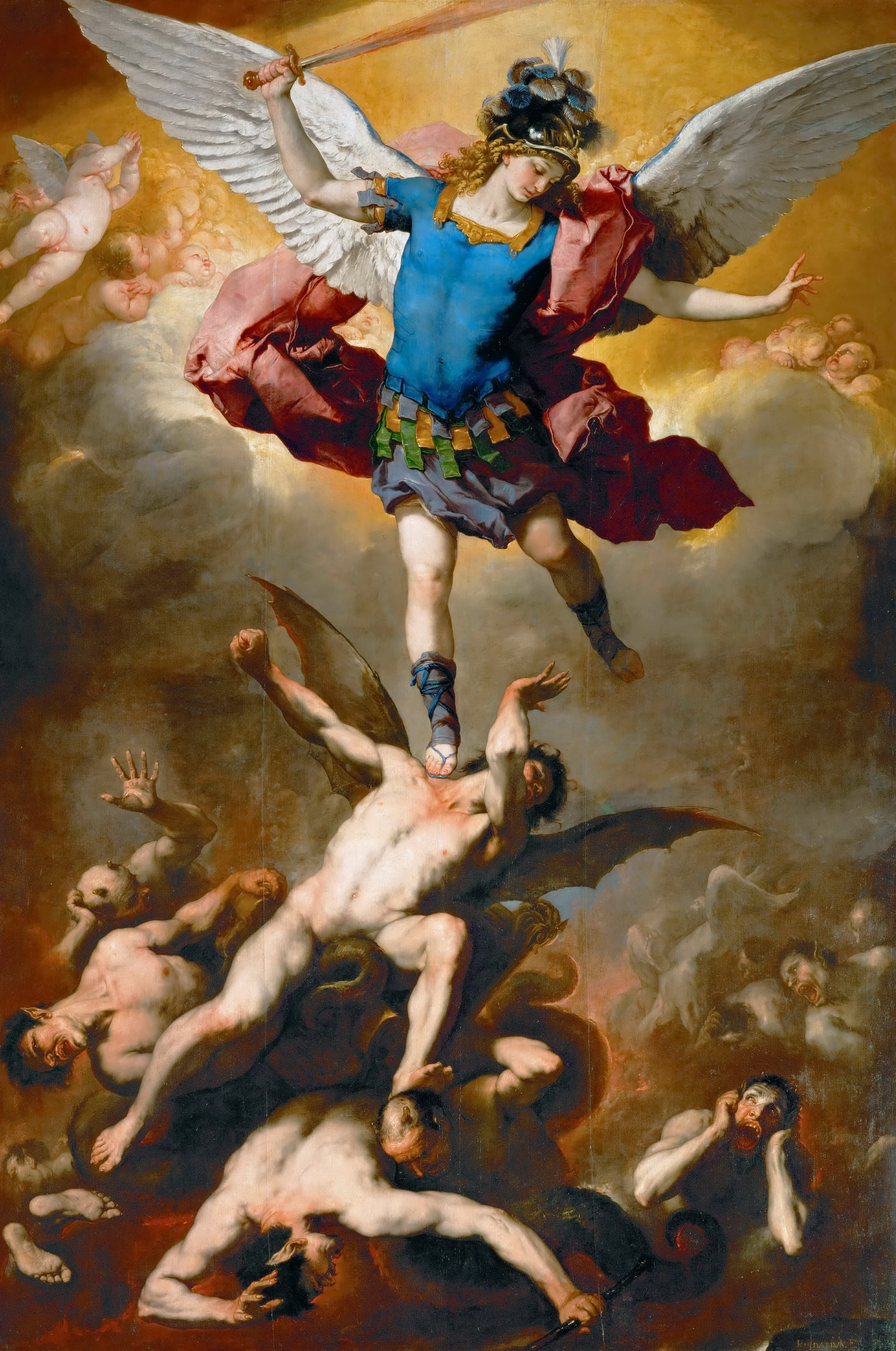
A Queda dos Anjos Rebeldes, de Luca Giordano; uma imagem comum de batalha espiritual.

A batalha espiritual ou guerra espiritual, é o conceito cristão de lutar contra as obras de forças malignas sobrenaturais. Baseia-se na crença bíblica em espíritos malignos, ou demônios, que supostamente intervêm nos assuntos humanos de várias maneiras. Embora a guerra espiritual seja uma característica proeminente das igrejas neocarismáticas (neopentecostais), várias outras denominações e grupos cristãos também adotaram práticas embasadas nos conceitos de guerra espiritual, com a demonologia cristã muitas vezes desempenhando um papel fundamental nestas práticas e crenças, ou tinham tradições mais antigas de tal conceito, sem relação com o movimento neocarismático, como as orações exorcísticas da Igreja Católica e das várias igrejas ortodoxas orientais.
A oração é uma forma comum de "guerra espiritual" praticada entre estes cristãos. Outras práticas podem incluir exorcismo, imposição de mãos, jejum com oração, louvor e adoração, e unção com óleo.

## Doutrinas de Guerra Espiritual e Exorcismo

### Demonologia cristã convencional
O cristianismo convencional normalmente reconhece uma crença na existência (ou existência ontológica) de demônios, anjos caídos, Diabo e Satanás. No evangelismo cristão, as doutrinas da demonologia são influenciadas pelas interpretações do Novo Testamento, nomeadamente interpretações dos Evangelhos, na medida em que lidar com espíritos se tornou uma atividade habitual do ministério de Jesus. O Evangelista Marcos afirma que "ele percorreu toda a Galileia, pregando nas sinagogas e expulsando os demônios" (Marcos 1:39).

### Guerra Espiritual e o Apóstolo Paulo
Ao apóstolo Paulo tem sido tradicionalmente atribuída a escrita da Epístola aos Efésios, o décimo livro do Novo Testamento, embora este seja mais provavelmente o trabalho de um de seus discípulos. Em Efésios 6:10-12, Paulo aborda a guerra espiritual e como combater os ataques espirituais:
"Finalmente, fortaleçam-se no Senhor e no seu forte poder. Vistam toda a armadura de Deus, para poderem ficar firmes contra as ciladas do diabo. Pois a nossa luta não é contra pessoas, mas contra os poderes e autoridades, contra os dominadores deste mundo de trevas, contra as forças espirituais do mal nas regiões celestiais".

### Demonologia cristã evangélica
As denominações cristãs evangélicas normalmente acreditam que Satanás e os seus agentes exercem uma influência significativa sobre o mundo e as suas estruturas de poder. Eles acreditam que existe um conflito envolvendo espíritos territoriais ou outras forças espirituais hostis, com base em passagens como 1 João 5:19 ("o mundo todo está sob o poder do Maligno") e João 12:31, João 14:30 e João 16:11, onde Jesus se refere a Satanás como "o príncipe deste mundo". Outros versículos citados incluem a elaboração do apóstolo Paulo sobre uma hierarquia de "poderes", em Efésios 6:12, considerada "demoníaca" na interpretação. Eles também acreditam que as epístolas de Paulo enfocam a vitória de Jesus sobre esses poderes. Para tanto, as interpretações evangélicas dividem a história em duas eras: a "era presente do mal" e a "era por vir", em referência à Segunda vinda de Jesus.
As imagens evangélicas da guerra espiritual são derivadas de várias partes da Bíblia, particularmente do Livro do Apocalipse, onde a "besta" e os "reis da terra" travam guerra contra o povo de Deus (Apocalipse 19:19) depois da Guerra no céu (Apocalipse 12:7), desencadeando uma batalha final de Satanás e das nações terrenas contra Deus (Apocalipse 20:8).
Os cristãos evangélicos promovem a prática do exorcismo, com base na sua compreensão da declaração de Jesus: "se é pelo Espírito de Deus que eu expulso demônios, então chegou a vocês o Reino de Deus", em Mateus 12:28, Lucas 11:20.

## Práticas no Cristianismo

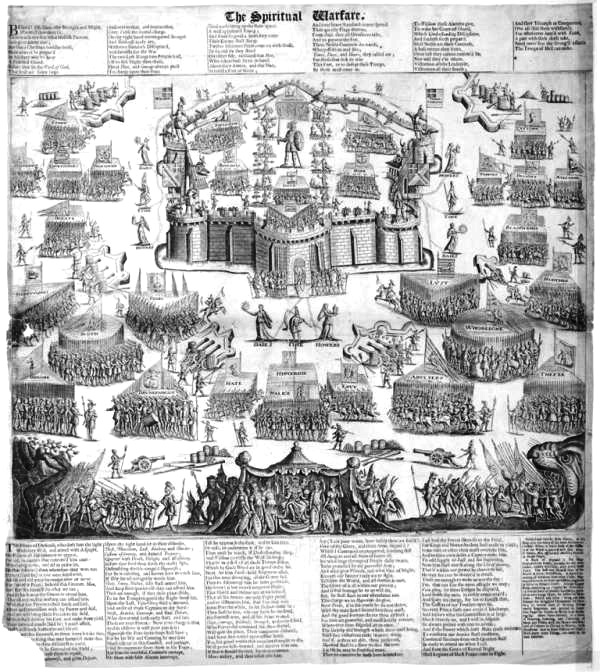
A Guerra Espiritual (c. 1623), uma gravura de Martin Droeshout representando o exército do Diabo sitiando uma cidade murada, mantida por um "ousado soldado cristão" guardado por figuras que representam as virtudes cristãs. Foi sugerido que esta impressão pode ter influenciado John Bunyan a escrever The Holy War.

### Práticas católicas
A mais notável das orações de guerra espiritual na tradição católica é conhecida como Oração de São Miguel Arcanjo.
O papa João Paulo II afirmou que "o 'combate espiritual'... é uma arte secreta e interior, uma luta invisível na qual os monges se envolvem todos os dias contra as tentações".
Nos tempos modernos, as opiniões individuais dos católicos romanos sobre a guerra espiritual tendem a dividir-se em entendimentos tradicionais e mais modernos do assunto. Um exemplo de uma visão mais moderna do demoníaco é encontrado na obra do estudioso dominicano Richard Woods, The Devil.
A perspectiva tradicional é representada pelo Padre Gabriele Amorth, que escreveu três livros sobre suas experiências pessoais como exorcista para o Vaticano: An Exorcist Tells His Story, An Exorcist: More Stories e An Exorcist Explains the Demonic: The Antics of Satan and His Army of Fallen Angels. Francis MacNutt, que era sacerdote do Movimento Carismático Católico Romano, também abordou o tema do demoníaco nos seus escritos sobre cura.

### Luteranismo, Anglicanismo e Cristianismo Reformado
A prática do exorcismo também era conhecida entre a primeira geração de professores e pastores da Reforma Luterana. Johannes Bugenhagen (também conhecido como Doutor Pomerano) era o pastor da igreja da cidade de Wittenberg e oficiou o casamento de Martinho Lutero. Numa carta dirigida a Lutero e Melâncton, datada de novembro de 1530, Pomerano relatou sua experiência ao lidar com uma jovem que apresentava sinais de possessão demoníaca. O método de Pomerano envolvia aconselhar a menina sobre seus votos batismais anteriores, ele invocava o nome de Cristo e orava com ela. (Carta reproduzida em Montgomery, Principalities and Powers).
O escritor anglicano-puritano William Gurnall escreveu uma longa obra de três volumes, The Christian in Complete Armour, que foi publicada entre 1662 e 1665. Nesta obra, Gurnall enfatizou o lugar da leitura das Escrituras, da oração e do nome de Cristo.

### Evangelicalismo
As práticas de "guerra espiritual" variam em todo o cristianismo. O desenvolvimento de técnicas específicas de guerra espiritual também gerou muitas discussões na comunidade missionária cristã. Trocas críticas de pontos de vista podem ser encontradas em periódicos como o Evangelical Missions Quarterly e em conferências patrocinadas pela Evangelical Missions Society. Em 2000, uma tentativa de colaboração internacional foi feita por evangélicos e carismáticos no Comitê de Lausanne para a Evangelização Mundial para chegar a algum acordo comum sobre a guerra espiritual. A conferência reuniu-se em Nairobi, no Quénia, e produziu um documento de consulta, bem como muitos documentos técnicos publicados como o livro Deliver Us from Evil ("Livrai-nos do Mal").
Os expositores da guerra espiritual incluem Jessie Penn-Lewis, que em 1903 publicou o livro pentecostal War on the Saints. O prolífico autor pastor Win Worley começou a publicação de sua série Hosts of Hell em 1976, e Kurt E. Koch publicou Occult ABC em 1973; todos contêm elementos do conceito de guerra espiritual, embora possam não usar explicitamente a expressão.
Em 1991, C. Peter Wagner publicou Confronting the Powers: How the New Testament Church Experienced the Power of Strategic-Level Spiritual Warfare and edited Territorial Spirits ("Confrontando os Poderes: Como a Igreja do Novo Testamento Experimentou o Poder da Guerra Espiritual de Nível Estratégico e editou Espíritos Territoriais"). Em 1992, o Dr. Ed Murphy escreveu um livro moderno de 600 páginas sobre o assunto, O Manual de Guerra Espiritual, do ponto de vista do ministério de libertação. Laws of Deliverance, From Proverbs, 1980, 1983, 1995, 2000, 2003, escrita por Marilyn A. Ellsworth, é outra importante obra bíblica de autoridade, assim como seu livro ICBM Spiritual Warfare, God's Unbeatable Plan.
Na tradição de reavivamento estadunidense entre os evangélicos, pregadores proeminentes como D. L. Moody, Billy Sunday, R. A. Torrey e Billy Graham afirmaram em diversas ocasiões a sua crença na existência do demoníaco. No século XIX, uma das maiores autoridades evangélicas em possessão demoníaca foi um missionário na China, John Livingstone Nevius.
Durante o final do século XX, escritores evangélicos como Mark Bubeck e Merrill Unger apresentaram sua resposta teológica e pastoral aos fenômenos demoníacos. O problema da possessão demoníaca e da guerra espiritual tornou-se o tema de um simpósio da Christian Medical Association (Associação Médica Cristã) realizado em 1975. Este simpósio reuniu uma série de estudiosos evangélicos em estudos bíblicos, teologia, psicologia, antropologia e missiologia.
Um dos escritores alemães mais importantes é o luterano Kurt E. Koch, cujo trabalho influenciou grande parte do pensamento evangélico e carismático no final do século XX. O impacto das suas ideias foi recentemente examinado pelo especialista em folclore Bill Ellis.

### Pentecostalismo
A guerra espiritual tornou-se uma característica proeminente nas tradições pentecostais. O conceito está bem enraizado na história pentecostal, particularmente através do livro de Jessie Penn-Lewis, War on the Saints, resultante do Reavivamento Galês no início do século XX. No entanto, Jessie Penn-Lewis prega um tipo de guerra espiritual muito diferente daquela pregada pela terceira onda do movimento carismático de hoje – notadamente C. Peter Wagner e Cindy Jacobs. Outros pastores pentecostais e carismáticos incluem Don Basham, Derek Prince, Win Worley, Bispo Larry Gaiters, Rev. Miguel Bustillos, Dr. Marcus Haggard e Missionário Norman Parish, que enfatizaram o uso do poder do sangue de Cristo no ministério de libertação.

### Mapeamento espiritual e o movimento neopentecostal
O mapeamento espiritual refere-se à uma crença evangélica do século XXI, de que há uma batalha histórica entre Satanás e Deus, e que existem atualmente demônios específicos associados a locais específicos. Os neopentecostais que seguem o movimento de mapeamento espiritual, acreditam que estes demônios são a razão do insucesso dos missionários cristãos, e que podem usar a oração e outras práticas religiosas evangélicas para neutralizar e expulsar estes demônios. Isto, por sua vez, acelerará a segunda vinda de Cristo. A prática tem sido denunciada como antibíblica e até mesmo maniqueísta, por seus críticos.
De acordo com o Christian Science Monitor, "C. Peter Wagner, chefe do Global Harvest Ministries em Colorado Springs, Colorado, está na vanguarda do movimento de guerra espiritual". Na versão da guerra espiritual de Wagner e seus associados e seguidores, o "mapeamento espiritual" (ou apenas "mapeamento"), envolve pesquisa e oração, seja para localizar indivíduos específicos que são então acusados de bruxaria, seja para localizar indivíduos, grupos ou locais que são considerados vítimas de bruxaria ou possuídos por demônios, contra os quais é então travada uma guerra espiritual. Peter Wagner afirma que este tipo de guerra espiritual era "virtualmente desconhecido para a maioria dos cristãos antes da década de 1990". De acordo com Wagner, a metodologia básica é usar o mapeamento espiritual para localizar áreas, pessoas possuídas por demônios, praticantes do ocultismo, como bruxas e maçons, ou coisas que eles consideram "objetos ídolos ocultos", como estátuas de santos católicos, que são então nomeados e combatidos, usando métodos que vão desde a oração intensiva até a queima com fogo. "[Eles] devem queimar os ídolos... os tipos de coisas materiais que podem trazer honra aos espíritos das trevas: imagens, estátuas, santos católicos, Livros de Mórmon... [As] bruxas e feiticeiros cercaram a área... Quando as chamas aumentaram, uma mulher logo atrás de Doris [esposa de Wagner] gritou e manifestou um demônio, que Doris imediatamente expulsou!" As concepções de Wagner sobre o mapeamento espiritual foram contestadas por seu colaborador John Wimber, com quem ele desenvolveu muitos de seus conceitos anteriores de guerra espiritual.
O mapeamento espiritual ocorre tanto a nível local como regional, com superdemônios reivindicando áreas inteiras do globo. C. Peter Wagner afirmou que uma entidade particularmente poderosa, conhecida como Rainha dos Céus, controlava as regiões equatoriais.

### Testemunhas de Jeová
As Testemunhas de Jeová acreditam que estão envolvidas numa "guerra espiritual e teocrática" contra os falsos ensinamentos e as forças espirituais iníquas que, dizem, tentam impedi-las na sua obra de pregação. Nos casos em que as suas crenças religiosas estiveram em conflito com as leis nacionais ou outras autoridades - particularmente em países onde o seu trabalho é proibido - eles defenderam o uso da "estratégia de guerra teocrática" para proteger os seus interesses, escondendo a verdade dos "inimigos" de Deus, sendo evasivos ou retendo informações verdadeiras ou incriminatórias. A Torre de Vigia disse às Testemunhas: "É apropriado encobrir os nossos preparativos para a obra que Deus nos ordena fazer. Se os inimigos lupinos tirarem conclusões erradas das nossas manobras para os enganar, nenhum mal lhes terá sido feito pelas ovelhas inofensivas, inocentes em seus motivos como pombas".

## Ensinamentos cristãos sobre o ocultismo
Em maio de 2021, o Grupo de Estudo de Libertação Batista da União Batista da Grã-Bretanha, uma denominação cristã, emitiu um "alerta contra a espiritualidade do oculto após o aumento de pessoas que tentam se comunicar com os mortos". A comissão relatou que "envolver-se em atividades como o espiritismo, pode abrir uma porta para uma grande opressão espiritual que requer um rito cristão para libertar essa pessoa".

## Críticas
Fora do evangelicalismo, muitos cristãos rejeitam explicitamente o conceito de guerra espiritual. Na Alemanha, a Igreja Evangélica Luterana e a Aliança Evangélica Evangélica Alemã consideram-no "antibíblico", afirmando que "a atitude agressiva e a presunção de lutar contra o mal ao lado ou mesmo em vez de Cristo, se opõem ao espírito do evangelho".
No evangelismo e nas missões cristãs mundiais, ex-missionários como Charles Kraft e C. Peter Wagner enfatizaram problemas com influências demoníacas nos campos missionários mundiais e a necessidade de expulsar os demônios. Robert Guelich, do Fuller Theological Seminary, questionou até que ponto a guerra espiritual deixou de ser uma metáfora para a vida cristã. Ele sublinha como a guerra espiritual evoluiu para técnicas de "combate espiritual" para os cristãos buscarem poder sobre os demônios. Guelich argumenta que os escritos do apóstolo Paulo na Epístola aos Efésios estão focados em proclamar a paz de Deus e em nenhum lugar especificam quaisquer técnicas para combater demônios. Ele também acredita que os romances de Frank Peretti estão seriamente em desacordo tanto com as narrativas do evangelho sobre demônios quanto com os ensinamentos paulinos.
Especialistas em missões como Scott Moreau e Paul Hiebert detectaram vestígios de pensamento animista invadindo os discursos evangélicos e carismáticos sobre a guerra demoníaca e espiritual. Hiebert indica que uma cosmologia dualista aparece agora em alguns textos de guerra espiritual e é baseada nas religiões de mistério greco-romanas e nos mitos zoroastristas. No entanto, Hiebert também ataca outros evangélicos que absorveram a perspectiva secular moderna e tendem a minimizar ou mesmo ignorar o demoníaco. Hiebert fala da falha do terceiro excluído no pensamento de alguns evangélicos que têm uma cosmologia de Deus no céu e dos humanos na terra, mas ignoraram o reino "médio" do angélico e demoníaco.
Alguns críticos associaram o aumento de formas agressivas de oração à crescente militarização da vida quotidiana que caracteriza as mudanças culturais do século XX no sentido da normalização generalizada do discurso altamente militarizado, particularmente nas práticas e rituais de oração e conversão religiosa.

### Movimento anti-seita cristão
As alegações excessivas feitas no fenômeno dos abusos rituais satânicos das décadas de 1980 e 1990 suscitaram revisões críticas do pensamento e das práticas da guerra espiritual. Algumas dessas preocupações gerais foram expressas por apologistas como Elliot Miller (Christian Research Institute) e Bob e Gretchen Passantino em vários artigos publicados no Christian Research Journal. Outros, como Mike Hertenstein e Jon Trott, questionaram as alegações de supostos ex-satanistas como Mike Warnke e Lauren Stratford, cujas histórias influenciaram posteriormente muitos livros populares sobre a guerra espiritual e o ocultismo. A obra de Bill Ellis, Raising the Devil, detectou a presença de histórias folclóricas sobre o ocultismo e demônios circulando nos círculos evangélicos e carismáticos, que mais tarde passaram a ser aceitas como fatos inquestionáveis.

## Influência cultural
Retratos ficcionais populares de guerra espiritual, são encontrados nos romances This Present Darkness e Piercing the Darkness, de Frank E. Peretti.